# 日本最古の一覧
日本最古の一覧（にほんさいこのいちらん）は、現存する日本で最も古いものを紹介する。
“そのもの”ではなく“痕跡”が現存している場合は、「★遺跡」として区別する。
以下の記事も参照。
- 日本初の一覧 - 現存の有無に関わらず日本で初めて誕生・発生したもの

## 総記

### 情報科学・情報工学
- コンピュータ - FACOM 128B（1959年製造）※現役で実動する世界最古のコンピュータ

### 書誌学
- 書物 - 聖徳太子の法華義疏（615年頃）
- 物語 - 竹取物語（平安時代前期）
- 印刷物 - 百万塔陀羅尼（770年）※現存する世界最古でもある
- 辞典 - 空海の篆隷万象名義（830年以後）
- 雑誌 - 『中央公論』（1887年（明治20年）『反省會雑誌』として創刊）[1]
- 週刊誌 - 『週刊東洋経済』（1895年（明治28年）創刊、1919年（大正8年）から週刊化）
- 漫画雑誌 -『なかよし』(1954年)
- 日刊新聞 - 毎日新聞（明治5年（1872年）『東京日日新聞』として創刊）
- 書店 - 永田文昌堂（京都市下京区、慶長年間 1596～1615年 に創業）※これは書店として世界最古の創業年代である。

## 宗教
- キリスト教教会堂 - 大浦天主堂（長崎県長崎市、元治元年（1864年）建立、国宝）[2]
- イスラム教モスク - 神戸モスク（神戸市中央区、昭和10年（1935年）建立）※日本初でもある

### 神道
- 神社 - 大神神社、諏訪大社、花窟神社など（起源が特定できないため諸説あり）
- 鳥居 - 元木の石鳥居（山形県山形市、平安時代後期）
- 神社建築 - 宇治上神社本殿（京都府宇治市、12世紀前半建立、国宝）[2]
- 大社造り - 神魂神社（島根県松江市、天正11年（1583年）建立、国宝）[2]
- 春日造 - 円成寺春日堂・白山堂（奈良県奈良市、安貞2年（1228年）移築、国宝）

### 仏教
- 寺院 - 飛鳥寺（奈良県高市郡明日香村、6世紀末頃創建）日本最古の本格的仏教寺院
- 大仏 - 飛鳥大仏（飛鳥寺、奈良県高市郡明日香村、推古天皇17年（609年）造立、重要文化財）
- 寺院建築・金堂・五重塔 - 法隆寺金堂・五重塔（奈良県生駒郡斑鳩町、推古天皇15年（607年）建立、天智天皇9年（670年）に焼失後再建、国宝）
- 三重塔 - 法起寺三重塔（奈良県生駒郡斑鳩町、慶雲3年（706年）、国宝）
- 法堂 - 相国寺法堂（京都市上京区、慶長10年（1605年）再建、重要文化財）[2]
- RC造の寺院建築 - 真宗大谷派函館別院本堂（北海道函館市、大正4年（1915年）再建、重要文化財）[2]
- 三門 - 東福寺三門（京都市東山区、1405年建立、国宝）[2]
- 梵鐘 - 観世音寺の梵鐘（福岡県太宰府市、7世紀末（飛鳥時代）、国宝）
- ミイラ - 中尊寺金色堂に納められた奥州藤原氏3代のミイラ（岩手県西磐井郡平泉町、1128年）

## 歴史
- 遺跡 - 砂原遺跡（島根県出雲市、約12万年前）★遺跡
- 人名を持つ最古の人物 - 帥升（神話時代の人物を除くと、外国の公式文書に名前が登場する最古の人物）
- 歴史書 - 太安万侶の古事記（712年）
- 家系図 - 和気氏系図 (9世紀初頭、別名『円珍俗姓系図』（園城寺所蔵「智証大師関係文書典籍」の一つ、国宝))

## 地理
- 地図 - 東大寺領墾田図（751年）
- 日本全図 - 行基図（1305年）
- 地球儀 - 渋川春海作の地球儀（元禄8年（1695年））[3]

## 社会
- 行政機関 - 外務省（1869年設置）
  - なお、財務省の前身（改編改称前）で外務省と同じ年に設置された「大蔵省」は名称自体は701年（大宝元年）の大宝律令から明治維新[4] を経て2001年（平成13年）の中央省庁再編まで約1300年続いた。
- 政党 - 日本共産党（1922年設立）
- 公益法人 - 特例社団法人報徳遠譲社第三分社船明東社（1884年2月21日設立）
- 戸籍 - 御野国加毛郡半布里大宝二年戸籍断簡（702年（大宝2年））

### 経済
通貨
- 貨幣 - 富本銭（683年頃）
  - 無文銀銭（660年頃?）とする説もある。
- 金貨 - 開基勝宝（760年）
- 現在有効な硬貨 - 国会議事堂五円黄銅貨（1948年）
- 紙幣 - 山田羽書（1600年頃）
  - 日本銀行券 - 旧拾圓券（1885年5月）
    - 現在有効なものでは旧壹圓券（1885年9月）

金融
- 単独の銀行 - 十六銀行（岐阜県岐阜市、1877年創業） 創業以来、一度も他行と合併することなく存続している最古の銀行。
  - 単独のナンバー銀行 - 十六銀行（岐阜県岐阜市、1877年創業） ナンバーだけで構成されている行名としては日本最古。
  - ナンバー以外の名称を含むナンバー銀行 - 第四北越銀行（新潟県新潟市中央区、1873年創業）

企業
- 企業 - 金剛組（大阪市天王寺区 、578年創業）※世界最古の企業でもあり、ギネスブックに公認されている

### 教育
- 学校的施設の建築物（校舎、ほか）- 元・閑谷学校校舎[注 1]
岡山藩にて延宝元年（1673年）開校。在・岡山県備前市。旧講堂（1701年落成）は学校施設（旧施設を含む）で最初に国宝指定を受けた[5]。
  - 学校校舎 -　元・閑谷学校校舎：上に同じ。
    - 庶民学校校舎 - 元・閑谷学校校舎：上に同じ。

  - 学問所建築物 - 有備館
仙台藩にて元禄4年（1691年）頃に開設。建物自体はさらに古く、仮居館として寛永9年（1633年）に建設されたものが転用された。つまり、純粋に建物としては閑谷学校旧校舎より古い。在・宮城県大崎市。
  - 藩校校舎 - 有備館：上に同じ。
  - 義務教育学校校舎 - 元・見付学校校舎
同時に「現存最古の小学校校舎」ほか。1875年（明治8年）竣工[6]。在・静岡県磐田市。なお、旧開智学校は1873年（明治6年）の開校で旧見付学校の開校より早いが、校舎の完成は1876年（明治9年）[7] と遅く、「現存最古」ではない。
    - 義務教育学校の木造校舎 - 元・見付学校校舎：同時に「現存最古の小学校木造校舎」。他は上に同じ。
      - 義務教育学校の木造擬洋風校舎 - 元・見付学校校舎：同時に「現存最古の小学校木造擬洋風校舎」。他は上に同じ。
      - 義務教育学校の木造和風校舎 - 元・高梁市立吹屋小学校校舎
同時に「現存最古の小学校木造和風校舎」。東校舎と西校舎は1900年（明治33年）、本校舎は1909年（明治42年）に竣工。在・岡山県高梁市。
- 学生寮 - 京都大学吉田寮（京都市左京区、1913年竣工）　現存する最古の大学寄宿舎

### 民俗学・文化人類学
- 墓 - 白保竿根田原洞穴遺跡（沖縄県石垣市、約2万7千年前）※ただし天然の洞穴を利用した風葬による墓域★遺跡
  - 土坑墓は湯の里4遺跡（北海道知内町、約2万年前）★遺跡

### 国防・軍事
- 戦死者 - 福岡県糸島市新町支石墓群（新町遺跡）24号木棺墓出土の大腿骨に磨製石鏃を受けた男性人骨。弥生時代早期（紀元前5世紀）とされ、日本列島における「最古の戦死者」と呼ばれる[8][9]。
- 陸軍墓地 - 大阪陸軍墓地（旧・真田山陸軍墓地）（大阪市天王寺区、1871年造成、陸軍墓地となったのは1938年）※日本初の陸軍の墓地

## 自然科学

### 数学
- そろばん - 使用可能な状態のものでは、前田利家が陣中で使ったといわれているもので、尊経閣文庫に保存されている。1桁に五玉2つ・一玉5つで9桁。縦7cm、横13cmの小型で、桁は銅線、珠は獣骨製[10]。

### 地球科学
- 鉱物 - 富山県黒部市宇奈月のジルコン、37億5000万年前
- 岩石 - 西堂平層（茨城県常陸太田市）、5億1100万年前
- 鍾乳洞 - 幽玄洞（岩手県一関市）、3億5000万年前
- 山岳測候所 - 山階宮筑波山測候所[11]（現・筑波山神社・筑波大学計算科学研究センター共同気象観測所、茨城県つくば市、1902年1月1日観測開始[12]）

### 生物学
- 動物園 - 恩賜上野動物園（東京都台東区、1882年開園）※日本初でもある
- 水族館 - 魚津水族館（富山県魚津市、1913年開館）
  - 日本初（世界で2番目）のトンネル水槽が現存（1981年）。また、波の出る水槽や雨の降る水槽、デンキウナギの電圧を表示する水槽なども日本初。
- 植物園 - 小石川植物園（東京都、1877年、前身の御薬園を含めると1684年）
- さく葉標本 - 諏訪高島藩士・渋江民右衛門古伴が江戸中期に国内で採集したもの（諏訪市博物館蔵、長野県諏訪市、1719年）※採取年月日・場所が明らかなものとして日本最古[13]。

### 天文学
- 国立天文台 - 国立天文台水沢VLBI観測所（岩手県奥州市、1899年建設）

### 医学
- 医学書 -  大同類聚方（808年）[注 2]
  - 医心方（984年）とする説もある。
- 製薬メーカー - 三光丸（奈良県御所市、1319年創業）

## 工学・技術

### 土木
- 用水路 - 裂田の溝（福岡県那珂川市）
- 石造アーチ橋 - 天女橋（沖縄県那覇市、1502年（尚真王26年）、重要文化財）
- 沈下橋 - 龍頭橋（大分県杵築市、1912年竣工）
  - 2004年に台風21号が発生するまでは、永世橋（大分県杵築市、1876年竣工）であったが、その台風により消失したため、現存しない。
  - かつては高知県四万十市の一斗俵沈下橋（1935年竣工）とされていたが、後に誤りであることが判明して今に至っている。
- 歩道橋 - 渋谷駅前人道橋（東京都渋谷区、1956年竣工）
  - 横断歩道橋として最古なのは、よしぼう橋（福岡県北九州市八幡東区、1962年竣工）。
  - かつては西枇杷島歩道橋（愛知県清須市、1959年竣工）であったが、2010年に老朽化のため取り壊されたため現存せず。
- アスファルト舗装（土瀝青） - 新宿区明治神宮外苑の聖徳記念絵画館前通り。土木学会選奨土木遺産として認定。

### 建築
建築物（建物や像など）そのものが現存しているものを記載する。建築物は新築されているが運営は存続しているものは「#経済」「#教育」「#産業」などの節に適宜記載する（新築された建物が現存する日本最古の場合はここに記載）
- 建物跡 - はさみ山遺跡の竪穴建物跡（大阪府藤井寺市、約2万2000年前）★遺跡
- 違法建築 - 浄福寺本堂（京都市上京区、享保18年（1733年）再建）「三間梁（さんげんはり）規制」違反
- 民家 - 箱木家住宅（箱木千年家）（神戸市北区、室町時代後期建築、重要文化財）[2]
- 西洋館 - 旧グラバー住宅（長崎県長崎市、文久3年（1863年）建築、重要文化財）
- ツーバイフォー工法建造物 - 札幌市時計台[注 3]（札幌市中央区、明治11年（1878年）建築、重要文化財）[2]　※日本最古の時計台でもある
- 天守を有する城 - 松本城または犬山城（16世紀〜17世紀初頭築城、いずれも国宝）[2]
  - 模擬天守のある城跡 - 洲本城（兵庫県洲本市、昭和3年（1928年）建築）　※日本最古のコンクリート製天守でもある
  - 復興天守のある城跡 - 大阪城（大阪市中央区、昭和6年1931年建築、登録有形文化財）※日本初の鉄骨鉄筋コンクリート構造で復興された天守でもある
- 木造建築 - 法隆寺金堂・五重塔（奈良県生駒郡斑鳩町、推古天皇15年（607年）建立、天智天皇9年（670年）に焼失後再建、国宝）※現存する世界最古でもある[2]
- 瓦 - 元興寺（奈良県奈良市、飛鳥時代）
- 鉄骨造建造物 - 官営八幡製鐵所修繕工場（福岡県北九州市、1900年建築）
- コンクリートブロック建造物 - 移情閣（神戸市垂水区、1915年建築）
- 鉄筋コンクリート造建物 - 三井物産横浜支店(横浜市中区、1911年建築）※日本初の鉄筋コンクリート造オフィスビルでもある[14]
- 鉄筋コンクリート造集合住宅 - 端島（軍艦島）30号棟（長崎県長崎市、1916年建築）
- 超高層ビル - 霞ヶ関ビルディング　(東京都千代田区霞ヶ関に所在する日本初[15] の100m超の高層ビル。1968年建築。)
- 校倉造り - 唐招提寺経蔵（奈良県奈良市、奈良時代（8世紀）、国宝）
- 書院造り - 慈照寺東求堂（京都市左京区、文明18年（1486年）建立、国宝）[2]
- エレベーター - 東華菜館（京都府京都市）にある米オーチス社製のもの。1926年設置。
- トイレ - 東福寺の東司（京都市東山区、14世紀建立）（重要文化財）[2]
- 茶室 - 妙喜庵待庵（京都府乙訓郡大山崎町、天正10年（1582年）、国宝）

#### 庭園
- 浄土式庭園 - 毛越寺庭園（岩手県西磐井郡平泉町、伝嘉祥3年（850年）建立）
- 噴水 - 兼六園の噴水（石川県金沢市、1861年建設）

### 工業化学
- 土器 - 縄文土器（世界最古の部類に属する）、約1万6000年前から約2300年前
- 花火 - 宗家花火鍵屋（東京都江戸川区、1659年創業）※日本初の花火製造元でもある
  - 花火大会 - 隅田川花火大会（1733年開催の「両国川開き花火大会」が起源）
- 蔵元 - 須藤本家（茨城県笠間市、1141年創業[注 4]）
  - 日本酒の蔵元 - 小西酒造（兵庫県伊丹市、1550年創業）
- 燐寸製造業 - 中外燐寸社[16] - （岡山県岡山市南区、1890年創業[17]）

### 機械工学
- 時計 - 徳川家康の洋時計。1611年にスペイン王フェリペ3世から徳川家康に贈られた。
- 気球 - 気球製作所（東京都大田区、1894年創業）
- 国産飛行機 - モ式六型（国立科学博物館、東京都台東区、1919年（大正8年）～1921年（大正10年））[18]

## 産業

### 第1次産業
- サイロ - 小岩井農場の一号サイロ（岩手県滝沢市、1907年建築。煉瓦様式。国の登録有形文化財）[2]
  - 木造様式で最古なのは北海道勇払郡安平町遠浅に所在する山田牧場内のサイロで、1930年建築。

### 採鉱・冶金
- 高炉 - 橋野高炉跡（岩手県釜石市、江戸時代建設、史跡名勝天然記念物）※現存する日本最古の西洋式高炉跡 ★遺跡
- 油田 - 黒川油田（新潟県胎内市）★遺跡
- 製鉄所 - 釜石製鉄所（岩手県釜石市、1880年（明治13年）操業開始。ただし継続的に操業出来るようになったのは民営化した1886年（明治19年）以後。）

### 小売業・飲食業
- 駄菓子屋 - 上川口屋（東京都豊島区雑司が谷　法明寺飛地雑司ヶ谷鬼子母神堂境内、1781年創業）
- 飲食店 - 一文字屋和輔[19]（通称：一和、京都市北区、1000年創業）現存する日本最古の飲食店[20]（甘味処）。
  - 食事処としての最古は、奈良県吉野郡下市町下市に在る寿司店『つるべすし弥助』 ※ 創業は文治年間(1185〜1189年[21]）。
    - 創業年が判明している食事処としては、京都府京都市中京区に在る老舗蕎麦屋の本家 尾張屋（1465年創業）。
- 喫茶店 - カフェーパウリスタ（東京都中央区銀座、1911年12月創業）※現役営業中という条件付き。
  - 創業で最古なのは1888年4月13日に東京・上野の下谷に元外務省官吏の鄭永慶が開店した「可否茶館」[注 5][22][23]。

### 交通
- 灯台 - 住吉大社の高灯籠（大阪市住吉区、鎌倉時代。現在の物は昭和49年に復元再建されたもの）
- 洋式灯台 - 樫野埼灯台 （和歌山県東牟婁郡串本町、1870年竣工後初点灯、登録有形文化財）※日本初でもある[2]
- 駅舎 - 旧長浜駅駅舎（滋賀県長浜市、1882年建築）
  - 私鉄で最古なのは南海電気鉄道の浜寺公園駅旧駅舎（1907年建築）
- 現役駅舎 - 亀崎駅駅舎（愛知県半田市、1886年建築）
- 信号機 - 神戸駅前の歩行者用信号機(1968年製造)

### 観光
- 温泉利用形跡 - 道後温泉（愛媛県松山市）★遺跡
  - 周辺の土層から、約3000年前の縄文中期の土器・石鏃が発見されている。文献に記述が見られる温泉としても、日本最古級である。
- 木造温泉建築 - 四万温泉積善館本館（群馬県吾妻郡中之条町、伝慶長7年（1691年）建築、群馬県指定重要文化財）
- 旅館 - 慶雲館 （山梨県南巨摩郡早川町、705年創業）※現存する宿泊機関としては世界最古でもあり、ギネスブックに公認されている。
- 山小屋 - 室堂小屋（富山県中新川郡立山町、1726年建築）（重要文化財）[2]
- ホテル - 日光金谷ホテル本館（栃木県日光市、1890年頃「三角ホテル」として着工され、1893年竣工後開業、登録有形文化財）[2]
- ペンション - 綿貫ペンション（群馬県吾妻郡草津町、1969年）　※日本初でもある
- 公園 - 南湖公園（福島県白河市、1801年開園）※公園の定義により異説あり
- 海水浴場 - 大野海水浴場（愛知県常滑市、1211年開場）
- 遊園地 - ひらかたパーク（大阪府枚方市、「香里遊園地」として1910年開園）
  - 1853年に植物園として開業した浅草花やしきは一度閉園している。ただし、同園内には日本最古のローラーコースター（1953年運転開始）がある。
- 大型遊戯機械 - 飛行塔（生駒山上遊園地、奈良県生駒市、1929年開業）

### 放送
- 現役の番組 - 株式市況（1925年3月23日の放送開始から現在まで続く日本最古の現役番組であり、日常的に放送している番組としても日本最古である[注 6]
  - 「ゆく年くる年」（1927年のラジオ放送から続くエンターテインメント分野における日本最古の現役番組）
  - 「NHKニュース」（1953年2月1日の放送開始から現在まで続くテレビ放送における日本最古の現役番組）

## 芸術・文化
- 肖像画 - 聖徳太子二王子像（唐本御影）（御物、7世紀後半から8世紀前半）[24]
- 肖像彫刻 - 乾漆鑑真和尚坐像（唐招提寺、奈良県奈良市、天平宝字7年（763年）頃造立、国宝）[2]
- 西洋式銅像 - 明治紀念之標（兼六園、石川県金沢市、1880年（明治13年））
- 刺繍 - 天寿国繡帳（中宮寺、奈良県生駒郡斑鳩町、7世紀（飛鳥時代）、国宝）
- 舞台芸術施設等
  - 能舞台 - 本願寺北能舞台（京都市下京区、西本願寺、天正9年（1581年落成、国宝）[2][25]
  - 芝居小屋 - 旧金毘羅大芝居（香川県仲多度郡琴平町、天保7年（1836年）落成[注 7]、重要文化財）[2]
- トランプ - 約200年前の江戸時代中期に津山藩（現・岡山県津山市）で作られた物。津山洋学資料館に保存されている。

### 音楽
- ピアノ - 山口県萩市の熊谷美術館所蔵のイギリス製のスクエア型ピアノ。1823年にシーボルトによって寄贈された。
- ライブハウス - 新宿ヘッドパワー（東京都新宿区、1968年開店）

### スポーツ
- 競馬場 - 函館競馬場（1896年）
- 相撲部屋 - 出羽海部屋（1862年）
- クラブチーム - 函館太洋倶楽部（1907年）
- サッカークラブ - 東京蹴球団（1917年）
- ボクシングジム - 東京拳闘会（1924年）
- プロスポーツチーム - 読売ジャイアンツ（1934年）結成当時の名は「大日本東京野球倶楽部」
- スイミングクラブ - 代々木スイミングクラブ（1965年）
- プロレス団体 - 新日本プロレス（1972年）
- テニスコート - 山手公園テニスコート（1878年）
- 野球場 - 勝田ヶ丘球場（1910年）
- サッカー場 - 大宮公園サッカー場（1960年）
- 公認陸上競技場 - 柏崎市陸上競技場（1930年）
- アマチュアスポーツ競技大会 - 高等学校相撲金沢大会（1915年）当初の大会名は「学生角力大会」
- 競馬の重賞レース - 目黒記念（1932年）
- ゴルフ場 - 神戸ゴルフ倶楽部（神戸市灘区、1903年開場）※日本初でもある

### 映画
- 映画館 - 長野松竹相生座（1892年、長野県長野市にて芝居小屋「千歳座」として創業。映画館としては1919年4月に開館。2009年3月を以って高田世界館が廃業したため、創業・建物・映画館、共に日本最古の現役映画館となった。）
  - 映画館経営として最古なのは、高田世界館（1911年、新潟県上越市にて芝居小屋「高田座」として創業。映画館としては1916年に開館。2009年3月を以って廃業したため、長野松竹相生座が日本最古の現役映画館となった。）
- コマ撮り式アニメーション -「なまくら刀」（1918年）　※フィルムが現存する日本最古のアニメ
- 国産長編アニメーション -「桃太郎の海鷲」(1943年)
- 国産テレビアニメ -「もぐらのアバンチュール」 (1958年)